# Aconophora mexicana
Aconophora mexicana är en insektsart som beskrevs av Carl Stål. Aconophora mexicana ingår i släktet Aconophora och familjen hornstritar. Inga underarter finns listade i Catalogue of Life.